# Winton 201A
Winton 201A er en serie af dieselmotorer specielt udviklet til brug i lokomotiver og ubåde fra motorproducenten Winton Engine Company.
I de tidlige 1930'ere var der et ønske om at udvikle lette, hurtige to-takts dieselmotorer, dels til brug i ubåde, dels i lokomotiver. Totaktsmotoren havde et langt bedre forhold mellem ydelse og vægt i forhold til tilsvarende firetaksmotorer. Hos Winton førte dette til udviklingen af Winton 201 motorserien. Indledningsvis udvikledes 1-, 2- og 6-cylindrede testmotorer og endelig i 1934 kunne et par 8-cylindrede prototyper præsenteres på General Motors stand ved Century of Progress udstillingen i Chicago.
De tidlige 201 motorer viste en række svagheder, som f.eks. brændstoflækage og problemer med stempler. Disse problemer blev for en stor del løst i 201A motoren som siden fandt stor anvendelse i de første dieseldrevne Streamlinerere, strømlinjeformede hurtigtog, der vandt indpas i USA i perioden efter 1934. Mest kendt er bl.a. Burlington Zephyr fra 1934, der havde en 8-cylindret 201A motor med 600 hk, der gav toget en maksimal hastighed på 176 km/h.

## Ekstern henvisning
- The Winton 201A Diesel Engine story by Preston Cook Arkiveret 26. juni 2009 hos  Wayback Machine